# Teluk Tenggulang
Teluk Tenggulang is een bestuurslaag in het regentschap Banyuasin van de provincie Zuid-Sumatra, Indonesië. Teluk Tenggulang telt 1982 inwoners (volkstelling 2010).